# Korfbalvereniging Elburg
Korfbalvereniging Elburg is een Nederlandse korfbalvereniging uit Elburg. De clubkleuren zijn groen en zwart. De vereniging is opgericht op 17 november 1977.